# Thunderbirds are Now!
Thunderbirds are Now!, stylisé Thunderbirds Are Now!, est un groupe de post-punk américain, originaire de Livonia, dans le Michigan. Leur dernier LP, Make history (2006), est signé sur le label indépendant French Kiss Records.

## Biographie
L'existence du groupe remonte en 2002, lorsque le membre et fondateur Ryan Allen (guitare, chant, du groupe Destroy this Place) se joint à son frère Scott (claviers), Marty Smith, Mike Durgan, et Howard Chang. La même année, ils publient leur premier album auto-produit, Self Titled Red. En 2003, le groupe publie un premier EP, intitulé Another One Hypnotized By..., au label Acutest.
En 2005, le groupe recrute le bassiste Julian Wettlin et le batteur Matt Rickle (des Javelins), et est remarqué par le label French Kiss Records, avec lequel il conclut un contrat la même année,. Toujours en 2005, Thunderbirds are Now! publient l'album Justamustache au label. Avec déjà trois albums, le groupe tourne intensément et gagne l'éloge de nombreux critiques musicaux tels que Pitchfork, NPR et Rolling Stone. En 2006, ils publient leur dernier album en date, Make History. cette même année, le groupe cesse ses activités. Bien qu'il n'ait jamais annoncé de séparation officielle, le groupe disparaitra réellement en 2011. 
En 2013, le groupe annonce officiellement son retour.

## Style musical
Les membres mélangent les univers du punk rock traditionnel et des musiques électroniques. Leur son est largement influencé par la new wave (années 1980) et d'autres groupes post-punk tels que Les Savy Fav.

## Discographie
- 2002 : Self Titled Red
- 2003 : Another One Hypnotized by... (EP)
- 2003 : Doctor, Lawyer, Indian Chief (Action Driver Records)
- 2005 : Justamustache (French Kiss Records)
- 2005 : Necks EP (Action Driver Records)
- 2006 : Make History